# 15 ans déjà... (album de Joe Dassin)
Albums de Joe Dassin
Les Femmes de ma vie
(1978) Blue Country
(1979)
Singles
1. La vie se chante, la vie se pleure / Un Lord anglais
Sortie : 1979
2. Côté banjo, côté violon / Toi, le refrain de ma vie
Sortie : 1979

15 ans déjà... est le 12e album studio français du chanteur Joe Dassin. Il est sorti en 1978.

## Liste des chansons de l'album
| 1. | Un lord anglais                                | Pierre Delanoë, Claude Lemesle, Joe Dassin, William Sheller                                      | 2:50 |
| 2. | Toi, le refrain de ma vie (Tell Me to My Face) | Allan Clarke, Tony Hicks, Graham Nash                                                            | 5:20 |
| 3. | La Beauté du diable (A Mellow Melody)          | Charlie Rich, Billy Sherrill                                                                     | 2:24 |
| 4. | Happy Birthday (Balletto)                      | Pierre Delanoë, Claude Lemesle, Joe Dassin, Vito Pallavicini, Gianni Guarnieri, Michelle Vasseur | 4:48 |
| 5. | La Fan                                         | Alice Dona, Claude Lemesle, Joe Dassin                                                           | 2:43 |

| 6.  | La vie se chante, la vie se pleure (Down by the Water) | Jörg Evers, Jürgen Korduletsch, Keith Forsey, Mats Björklund   | 4:17 |
| 7.  | Darlin' (En anglais)                                   | Stewart Blandamer                                              | 3:13 |
| 8.  | Pour le plaisir de partir                              | Pierre Delanoë, Claude Lemesle, Joe Dassin, Didier Barbelivien | 2:50 |
| 9.  | Côté banjo, côté violon                                | Pierre Delanoë, Claude Lemesle, Toto Cutugno, Joe Dassin       | 3:07 |
| 10. | Qu'est-ce que tu fais de moi ?                         | Pierre Delanoë, Claude Lemesle, Toto Cutugno                   | 3:25 |

## Certification
| Région                         | Certification | Ventes/Streams |
| ------------------------------ | ------------- | -------------- |
| France (SNEP)                  | Or            | 100 000*       |
| *Ventes selon la certification |               |                |